# James Thornbury
James Thornbury, alias James T, mort le 1er octobre 2017, est un chanteur et guitariste américain de blues. Il est notamment connu pour avoir été le chanteur et guitariste de Canned Heat de 1985 à 1995.

## Biographie

### Jeunesse
James Thornbury est né à Cincinnati dans l'Ohio. Il est le second d'une famille de 11 enfants. Depuis sa plus tendre enfance, James est un féru de musique. Il passe ses journées à écouter en boucle les vinyles, dont ceux de sa sœur, alors adolescente. Il écoute, entre autres, The Coasters, Micky and Sylvia et Chuck Berry. Sa première influence est certainement son père, James Senior, qui joue de la batterie. James Thornbury commence à jouer de cet instrument, qu'il abandonnera très vite au profit de la guitare.
Trois de ses frères choisiront l'harmonica, dont Denny Thornbury, qui joue actuellement dans le groupe The River City Blues Band.

### Carrière
Les nombreuses heures que James dédient à l'apprentissage de la guitare portent leurs fruits et il commence à former divers groupes, dont James T and The Tough, un trio qui joue principalement à Corvallis dans l'Oregon. James fera un peu plus tard la connaissance d'Henry Vestine qui se joindra à la formation.
En 1980, il travaille avec Rick Bartow sur l'album Painted Tin.
En 1981, lui et se groupe se déplace d'Eugene dans l’Oregon à Lincoln City pour y enregistrer North and South un album composé de chansons originales.

#### Canned Heat
En 1985, Henry Vestine lui propose de rejoindre le groupe Canned Heat, aux côtés de Fito de la Parra et Skip Jones. James chante et joue de la guitare et de l'harmonica au sein du groupe, et apprend par après à jouer de la flûte pour la chanson « Goin’ Up the Country ». Avec Canned Heat, il a notamment l'occasion de partager la scène avec John Lee Hooker.

#### Départ en Australie
Lors d'une tournée en Australie, il rencontre la chanteuse Mallika, au East Coast Blues Festival. Celle-ci deviendra sa femme quelques années plus tard et participera à plusieurs de ses albums solo,. En 1995, James décide de quitter Canned Heat pour déménager en Australie, s'y marier et d'y fonder une famille.
Son premier groupe en Australie porte le nom de James T and The Last Volunteers, et est composé de James (chant, guitares acoustiques, électriques, slide), Jimmy Bee (Basse et chant), Gary Lothian (guitares électriques solistes ; rythmiques et slide) et Nick Churchin (batterie et chœurs). La formation sort deux albums, First Up et Sharpen Up.
James forme ensuite le groupe Expatriate, composé de James T (chant, guitare, flûte), Doc Span (chant et harmonica) et Dirk Dubois (basse). Le trio sort un album éponyme.
En 2006, James T a sorti une nouvelle compilation, One Act Pieces (originals from 1995-2005), qui comprend 16 chansons remastérisées.
En 2007, il part en tournée avec Darren Jack (NSW) et Hat Fitz (QLD). En 2008, il est de nouveau sur la route avec James T & the Tomahawks, aux côtés de David Kirk (guitare) et les frères Gary (batterie) et Michael Thornton (basse).
James T continue à se produire régulièrement en Australie jusqu'à sa mort le 1er octobre 2017 des suites d'une leucémie.

## Discographie

### Avec Canned Heat[2]
- Bonn Blues Festival (1987)
- Boogie up the Country (1988)
- Reheated (1989)
- Burnin’ Live (1990)
- Internal Combustion (1995)
- Gamblin’ Woman (1998)